# オープニング・ナイト (映画)
『オープニング・ナイト』（Opening Night）は、1977年のアメリカ合衆国のインディペンデント映画。
ジョン・カサヴェテス監督・脚本。主演はジーナ・ローランズ。

## ストーリー
ある日、舞台女優のマートルは劇場から出てきた所で待ち構えていた自身の追っ掛けの事故死を目の前で目撃してしまう。そこから彼女の精神は次第に崩壊していくが…。

## キャスト
- ジーナ・ローランズ:マートル・ゴードン
- ベン・ギャザラ:マニー・ビクター
- ジョーン・ブロンデル:サラ
- ポール・スチュワート:デヴィッド
- ジョン・カサヴェテス:モーリス・アーロンズ

## 影響
スペインの映画監督であるペドロ・アルモドバルは本作をお気に入りの一本として挙げており、自身の監督作品である『オール・アバウト・マイ・マザー』でも本作の影響を強く受けている。